# Kvorum
Kvorum (av latinets quorum med betydelsen 'av vilka') innebär beslutsmässighet. Det är det minsta antal närvarande medlemmar, ledamöter eller dylikt som måste vara närvarande vid ett möte eller sammanträde för att beslut ska kunna fattas. Någon allmänt vedertagen kvorumregel finns inte, utan antalet bestäms i lag, andra bestämmelser (till exempel stadgar) eller genom praxis. 
Vanligtvis krävs mer än hälften eller fler av alla ledamöter för att församlingen ska anses ha rätt att fatta beslut. Dock har man exempelvis i brittiska överhuset haft kvorum vid endast tre ledamöter (av totalt upp till omkring ettusen ledamöter). I valda församlingar med hög kvorumregel förekommer det att en minoritet blockerar beslut genom att inte inställa sig till förhandlingarna.
Ibland används begreppen deltagarkvorum, då krav på visst deltagarantal föreligger, och godkännandekvorum, då krav på att vinnande alternativet ska stödjas av en viss andel av de röstberättigade.